# Berlesezetes arenarius
Berlesezetes arenarius är en kvalsterart som först beskrevs av Krivolutsky 1966.  Berlesezetes arenarius ingår i släktet Berlesezetes och familjen Microzetidae. Inga underarter finns listade.